# Hof ten Bossche
Hof ten Bossche is een witte bakstenen hoeve, gelegen in de voormalige Belgische gemeente Opbrakel, dichtbij het Brakelbos aan de Ronsesestraat (N48). 

## Geschiedenis
In 1320 werd de hoeve als “Court au bois” na een erfdeling onder de zonen van de heer van Opbrakel een zelfstandige heerlijkheid. Tot het midden van de 17de eeuw was het in handen van de familie van Brakel en nadien Adourne, D'Hane de Steenhuyse, Falligan (van het Gentse Hotel Falligan). Later werd het bezit van Jean Joseph Walckiers (1740-na 1799), heer van Galmaarden en Loenhout, grootgrondbezitter en speculant. In de jaren 1790 bouwde hij een nieuw boerenburgerhuis met langsschuur, toegangspoort en wagenhuis. Het Hof ten Bossche met het Brakelbos kwam na het einde van het ancien régime in handen van de Gentse rentenier, politicus en grootgrondbezitter Thadée van Saceghem (1767-1852). Tussen 1855 en 1951 was het Hof eigendom van notaris Jan-Baptist Rombaut en diens nazaten.